# Lotfi Abdelli
Lotfi Abdelli (àrab: لطفي العبدلي, Luṭfī al-ʿAbdalī) (Tunis, 14 de març de 1970) és un actor i còmic tunisià.

## Biografia
Lotfi Abdelli va començar la seva carrera artística com a ballarí al Conservatori de Tunis, sota la direcció d'Anne-Marie Sellami, i després al ballet del Teatre Nacional de Tunísia, sota la direcció de Mohamed Driss, també al ballet nacional tunisià, sota la direcció d'Odile Cougoule (espectacle Histoires d'elles, el 1991), Nawel Skandrani i Imed Jemâa en la seva companyia, The Dance Theatre. Va participar com a ballarí a l'espectacle Hadhra de Fadhel Jaziri.

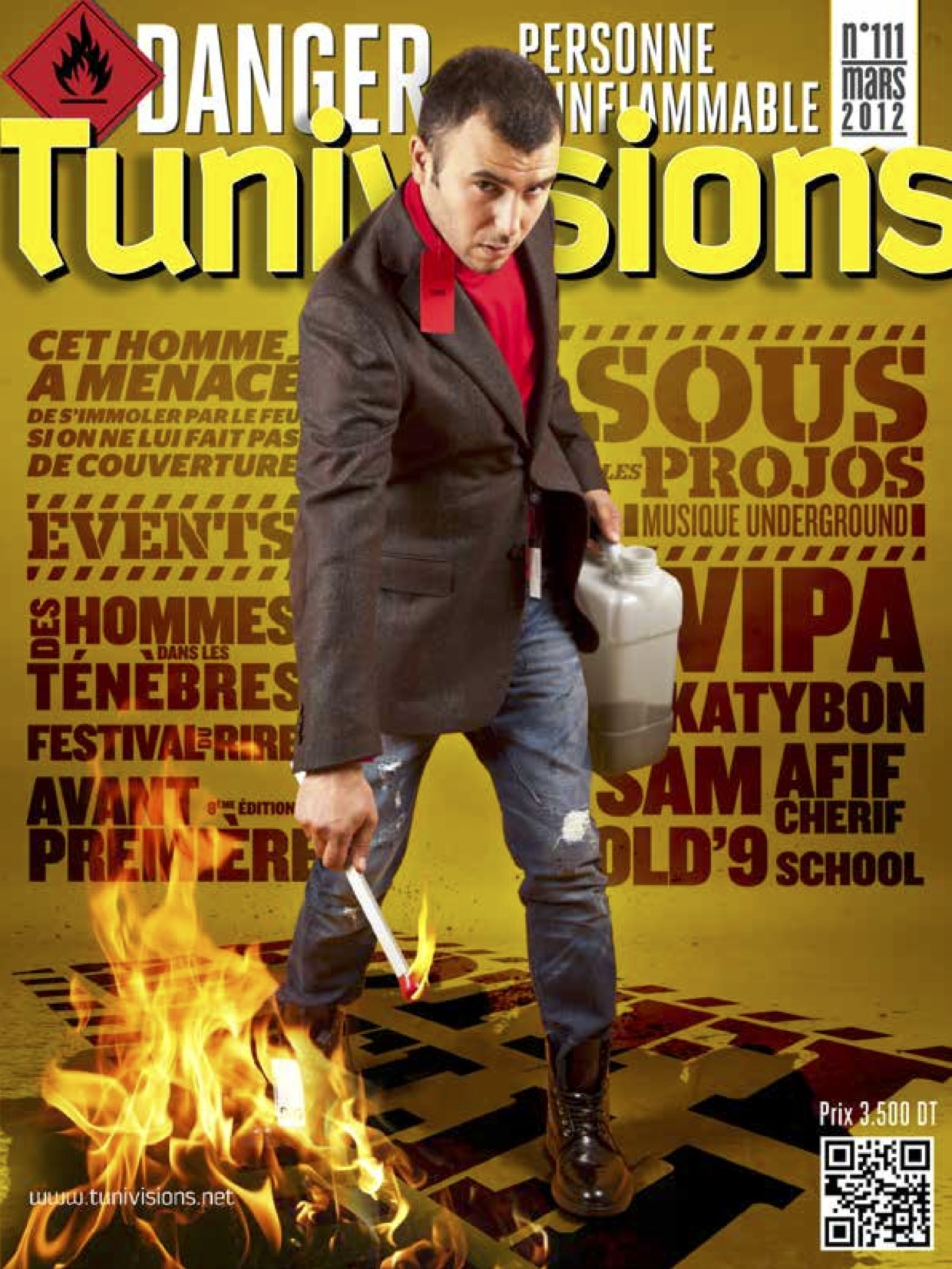
Lotfi Abdelli a la portada de Tunivisions de febrer de 2012

En la interpretació cinematogràfica, va guanyar el premi a la millor interpretació d'un actor al Festival de Cinema de Cartago de 2006 pel seu paper a la pel·lícula Making Of de Nouri Bouzid.
L'agost de 2012, el seu espectacle individual 100% Hallal va ser cancel·lat per manifestants salafites, que van afirmar que volien pregar a la sala que estava reservada per a l'espectacle com una manera d'interrompre'l.
El juny de 2015, va presentar el programa Chich Bich al canal de televisió Attessia. Va aprofitar per reconciliar-se amb Samir Dilou tres anys després d'un altercat amb ell al programa Sans éloge de Hannibal TV.
El 2015 i el 2016, Abdelli va rebre el premi al millor humorista pel seu paper a Bolice i el premi a l'estrella del Ramadan als Romdhane Awards, organitzats per Mosaique FM.
El desembre de 2015, va guanyar el premi al millor actor per la seva interpretació a la pel·lícula de Farès Naânaâ Les Frontières du ciel al dotzè Festival Internacional de Cinema de Dubai.
El setembre de 2017, Abdelli va obrir un saló de te. I després al desembre va llançar un nou programa de televisió anomenat Abdelli ShowTime emès al canal de televisió Attessia. El juny de 2019 va anunciar que volia convertir-se en accionista del canal.
El 2019, Lotfi va crear el seu espectacle individual Just Abdelli 100% Tabou.

## Cinema

### Llargmetratges
| Any  | Títol                  | Paper         | Director          |
| ---- | ---------------------- | ------------- | ----------------- |
| 1998 | No man's love          | Hakim         | Nidhal Chatta     |
| 2002 | Poupées d'argile       | Riva          | Nouri Bouzid      |
| 2003 | Le Soleil assassiné    | Zine          | Abdelkrim Bahloul |
| 2004 | La Villa               | Hédi          | Mohamed Damak     |
| 2006 | Noce d'été             | Sami          | Mohktar Ladjimi   |
| 2006 | Making of              | Bahta         | Nouri Bouzid      |
| 2007 | Le Sacre de l'homme    |               |                   |
| 2010 | La Cité                | Soufik        |                   |
| 2010 | Fin décembre           | Sofiane       | Moez Kammoun      |
| 2011 | L'Infiltré             | Hamza         |                   |
| 2011 | Always Brando          | Lamine        | Ridha Béhi        |
| 2011 | Le Cochon de Gaza      | Jove policia  | Sylvain Estibal   |
| 2012 | Fausse note            | Lotfi Abdelli | Majdi Smiri       |
| 2012 | Millefeuille           | Brahim        | Nouri Bouzid      |
| 2014 | Simshar                | Simon         | Rebecca Cremona   |
| 2015 | Les Frontières du ciel | Sami          | Fares Naânaâ      |
| 2019 | Noura Rêve             | Jamel         | Hinde Boujenaâ    |

### Migmetratges
- 2008: Penalty (Dharbet Jazzaa) de Nouri Bouzid

### Curtmetrarges
- 2005: Normal (Nesma wa Rih) de Lassaad Dkhili
- 2006: Le Rendez-vous (Ahlem) de Sarra Abidi
- 2006: Ordure de Lotfi Achour
- 2006: Il faut que je leur dise d'Amel Smaoui
- 2006: Train Train de Taoufik Béhi
- 2008: Évasion de Mohamed Ajbouni
- 2009: Lee Amel de Jamil Najjar
- 2013: N'importe quoi d'Ismahane Lahmar: Paco
- 2015: Ghasra de Jamil Najjar

## Televisió

### Sèries de televisió
- 1998: Îchqa wa Hkayet de Slaheddine Essid: Zouhair
- 1999: Ghalia de Moncef Kateb i Jamel Eddine Khelif: Kaïs
- 2001: I Didn't Tell You
- 2002: The Kiosk Girl de Khaled Barsaoui: Soltan
- 2003: Chez Azaïez de Hatem Bel Hadj i Slaheddine Essid: Nammoussa
- 2003: Sun & Shadows d'Abdellatif Ben Ammar i Mohamed Mongi Ben Tara: Hichem
- 2004: Footsteps on the clouds: Adel
- 2006: Hayet & Amani de Mohamed Ghodbane: Kamel
- 2007–2008: Choufli Hal de Slaheddine Essid i Abdelkader Jerbi: Mohamed Ali – Mido
- 2008: House of Saddam de Jim O'Hanlon: Abdul Samad
- 2008: Sayd Errim de Ali Mansur: Souhail Hannechi
- 2010: Garage Lekrik de Ridha Béhi: Sofien Boulon
- 2011: Njoum Ellil de Mahdi Nasra: Marouen
- 2012: Pour les beaux yeux de Catherine de Hamadi Arafa: Mr Imed
- 2013–2014: Happy Ness de Majdi Smiri: Hssouna
- 2013–2014: Camera Cafe de Ibrahim Letaief: Dali
- 2015–2018: Bolice de Majdi Smiri: Ammar
- 2015: School de Karim Ben Rhouma: Mr Berjab
- 2015: Tunisian Histories of Nada Mezni Hfaiedh: Si Mo
- 2015: Lilet Chak (ep.16) (Doubt Night) of Majdi Smiri: detectiu
- 2016: The President of Jamil Najjar: Najm
- 2016–2017: Flashback de Mourad Bechikh: Mr Sadok Mahwachi
- 2018–2019: Ali Chouerreb de Rabii Tekali i Madih Belaid: Ali Chouerreb
- 2019: The Affaire 460 de Majdi Smiri: Mr Lamjed – Glanza
- 2019: Nouba (ep.20) de Abdelhamid Bouchnak: fill de Gannouch
- 2021: The Spy de Rabii Tekali: Ziyad

### Espectacles de televisió
- 1999–2001: Chams Alik de Nejib Belkadhi a Canal+ Horizons
- 2011: Ness El Can a Nessma TV: convidat
- 2012: The Crocodile de Moez Ben Gharbia: convidat
- 2012: Dhouk Tohsol of Kaouther Belhaj a Tunisna TV: convidat
- 2012: Star Time a Tunisna TV: convidat
- 2015: Klem Ennes d'Ala Chebbi a El Hiwar Ettounsi TV: convidat
- 2015: Labès of Naoufel Ouertani a Attessia TV: convidat
- 2015: Ça Me Dit Rien d'Amine Gara a Hannibal TV: convidat
- 2016: Chich Bich a Attessia TV: presentador de televisió
- 2016: Bayt El Kassid de Zahi Wahbi a Al Mayadin Culture: convidat
- 2017: Labès (TV Show) (temporada 8) de Naoufel Ouertani a Attessia TV: convidat
- 2017–2020: Abdelli Showtime: presentador de televisió
- 2018: Klem Ness d'Ala Chebbi: convidat
- 2018: Culture de Liana Salah a France 24: convidat
- 2020: Binetna (Episodi 1) d'Ala Chebbi a El Hiwar El Tounsi: convidat
- 2021: Dari Darek (Web Show) amb Amel Smaoui al canal de YouTube d'IFM: convidat
- 2021: Wahch Shasha de Samir Wafi a Attessia TV: convidat a l'episodi 27 de la 3a temporada
- 2021-2022: Abdelli Big Show a Attessia TV: presentador de televisió
- Sayafi

## Teatre
- 2006: Borj Eddalou de Taoufik El Ayeb
- 2009: Made in Tunisia de Chedly Arfaoui
- 2015: Abdelli Best Of Show
- 2019: Just Abdelli 100% Tabou de Rabi Tekali